# 岩見沢サービスエリア
岩見沢サービスエリア（いわみざわサービスエリア）は、北海道岩見沢市東山町にある道央自動車道のサービスエリアである。
建設時は「孫別サービスエリア」の仮称が付けられていた。岩見沢IC - 三笠IC間に位置し、両市にちなんだ案内板やオブジェが並ぶ。当初はガソリンスタンドが設置されていたが、現在は上下線ともにない。当SA内に設置され北海道中央バスなどが停車する、東山バスストップ（ひがしやまバスストップ）についても扱う。

## 歴史
- 1987年（昭和62年）：岩見沢IC - 美唄IC間開通に伴い供用開始。北海道中央バスの「東山」バス停を設置。
- 2014年（平成26年）11月29日：上下線エリアともに売店・レストラン棟がリニューアルオープン[2]。
- 2015年（平成27年）x月x日[いつ?]：下り線エリアを一般道からも利用可能に改修。[要出典]
- 2015年（平成27年）10月31日：上り線にハイウェイガーデンがオープン[3]。
- 2015年（平成27年）11月：閉園中だった下り線のハイウェイガーデンのリニューアルオープンならびにトイレ棟の増改築完了をもって、SA全体のリニューアル工事が終了。[要出典]

## 施設

### 上り線（札幌方面）
- 管理：ネクスコ東日本エリアトラクト[4]
- 運営：ネクスコ東日本リテイル[5]
- 駐車場[5]
  - 大型：31台
  - 小型：74台
  - 身障者用
    - 小型：2台
- トイレ[5]
  - 男性：大5（和式1・洋式4）・小8※オストメイト対応トイレ有[6]
  - 女性：17（和式2・洋式15）※オストメイト対応トイレ有[6]、子供トイレ有
    - 同伴の男児用：1

  - 身障者用
    - 共用：1
- ハイウェイショップ（4〜11月：8:00 - 20:00・12〜3月：10:00 - 18:00）[5]
  - スナックコーナー
  - ショッピングコーナー
- 自動販売機（24時間）[5]
- E-NEXCO Wi-Fi SPOT[5]
- 喫煙所[5]
- 自動体外式除細動器（AED）[5]
- ハイウェイ情報ターミナル[5]
- 給電スタンド[5]
- 車椅子無料貸し出し（4〜11月：8:00 - 20:00・12〜3月：10:00 - 18:00）[5]
- ハイウェイスタンプ（24時間）[5]

### 下り線（旭川方面）
一般道からも専用出入口・駐車場を介して利用可能。
- 管理：ネクスコ東日本エリアトラクト[4]
- 運営：ネクスコ東日本リテイル[7]
- 駐車場[7]
  - 大型：31台
  - 小型：74台
  - 身障者用
    - 小型：2台
- トイレ[7]
  - 男性：大5（和式1・洋式4）・小8※オストメイト対応トイレ有[6]
  - 女性：17（和式2・洋式15）※オストメイト対応トイレ有[6]、子供トイレ有
  - 同伴の男児用：1
  - 身障者用
    - 共用：1
- ハイウェイショップ（4〜11月：7:00 - 19:00・12〜3月：9:00 - 17:00）[7]
  - スナックコーナー
  - ショッピングコーナー
- 自動販売機（24時間）[7]
- E-NEXCO Wi-Fi SPOT[7]
- 喫煙所[7]
- 自動体外式除細動器（AED）[7]
- ハイウェイ情報ターミナル[7]
- 給電スタンド[7]
- 車椅子無料貸し出し（4〜11月：7:00 - 19:00・12〜3月：9:00 - 17:00）[7]
- ハイウェイスタンプ（24時間）[7]

## 東山バスストップ
2022年（令和4年）4月1日現在。
すべて北海道中央バスによる運行で、共同運行路線は個別に事業者を示す。通行止め等で一般道へ迂回する場合は国道12号の「労災病院前」停留所に代替停車する。

### 下り線（滝川・旭川方面）
- 高速たきかわ号 滝川市方面
- 高速るもい号 留萌市方面
  - 以上の路線詳細は北海道中央バス滝川営業所を参照。
- 高速あさひかわ号 旭川市方面（道北バス、ジェイ・アール北海道バス）
  - 路線詳細は北海道中央バス旭川営業所または共同運行会社記事を参照。
- 高速ふらの号 富良野市方面
- 高速なよろ号 名寄市方面（道北バス）
  - 以上の路線詳細は北海道中央バス札幌北営業所または共同運行会社記事を参照。

### 上り線（札幌方面）
- 下り線に停車する各路線 札幌市方面（一部は降車専用）

## 周辺
- 孫別公園
- いわみざわ環境クリーンプラザ
- 岩見沢市立日の出小学校
- 岩見沢市立明成中学校
- 北海道岩見沢東高等学校

## 隣
E5 道央自動車道
(36) 岩見沢IC - 岩見沢SA - (37) 三笠IC